# 9 (película de 2002)
9 es una película dramática criminal, policíaca y suspenso turca de 2002 dirigida por Ümit Ünal, en su debut como director. La película fue seleccionada como la entrada de Turquía para la categoría Mejor Película Extranjera en la 75.ª edición de los Premios Óscar, pero no fue nominada.

## Sinopsis
Policías interrogan a seis personas sobre la violación y asesinato de una bella vagabunda.

## Reparto
- Ali Poyrazoğlu como Firuz
- Cezmi Baskın como Salim
- Serra Yılmaz como Saliha
- Fikret Kuşkan como Tunç
- Ozan Güven como Kaya
- Esin Pervane como Kirpi (Spiky)